# Joseph Selleny
Joseph Selleny o Joseph Sellény (Viena, 2 de febrer de 1824 - Inzersdorf, 22 de maig de 1875), és un pintor d'aquarel·la, de paisatges, dibuixant i litògraf. Destaca especialment per ser l'il·lustrador a bord de l'expedició científica austríaca que va fer la volta al món (30 d'abril de 1857 – 26 d'agost de 1859) amb la fragata SMS Novara.
Estudià a l'Acadèmia de Belles Arts de Viena amb Thomas Ender, Franz Steinfeld i Franz Xaver Stöber.

## Obres destacades

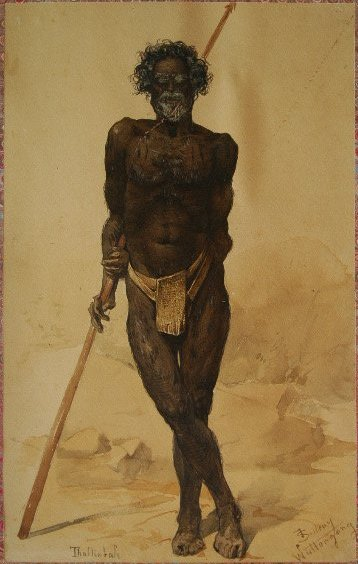
Aquarel·la d'un aborigen (1858)

- Die Insel St. Paul (Illa de Saint-Paul)
- Madeira (Madeira)
- Felsentempel von Mahamalaipur (Temple de Mahamalaïpour)
- Aroideengruppe (Grups d'aràcies)
- Kap der Guten Hoffnung (Cap de Bona Esperança)
- Australischer Urwald (Bosc verge australià)